# Stadlau (Klaffer am Hochficht)

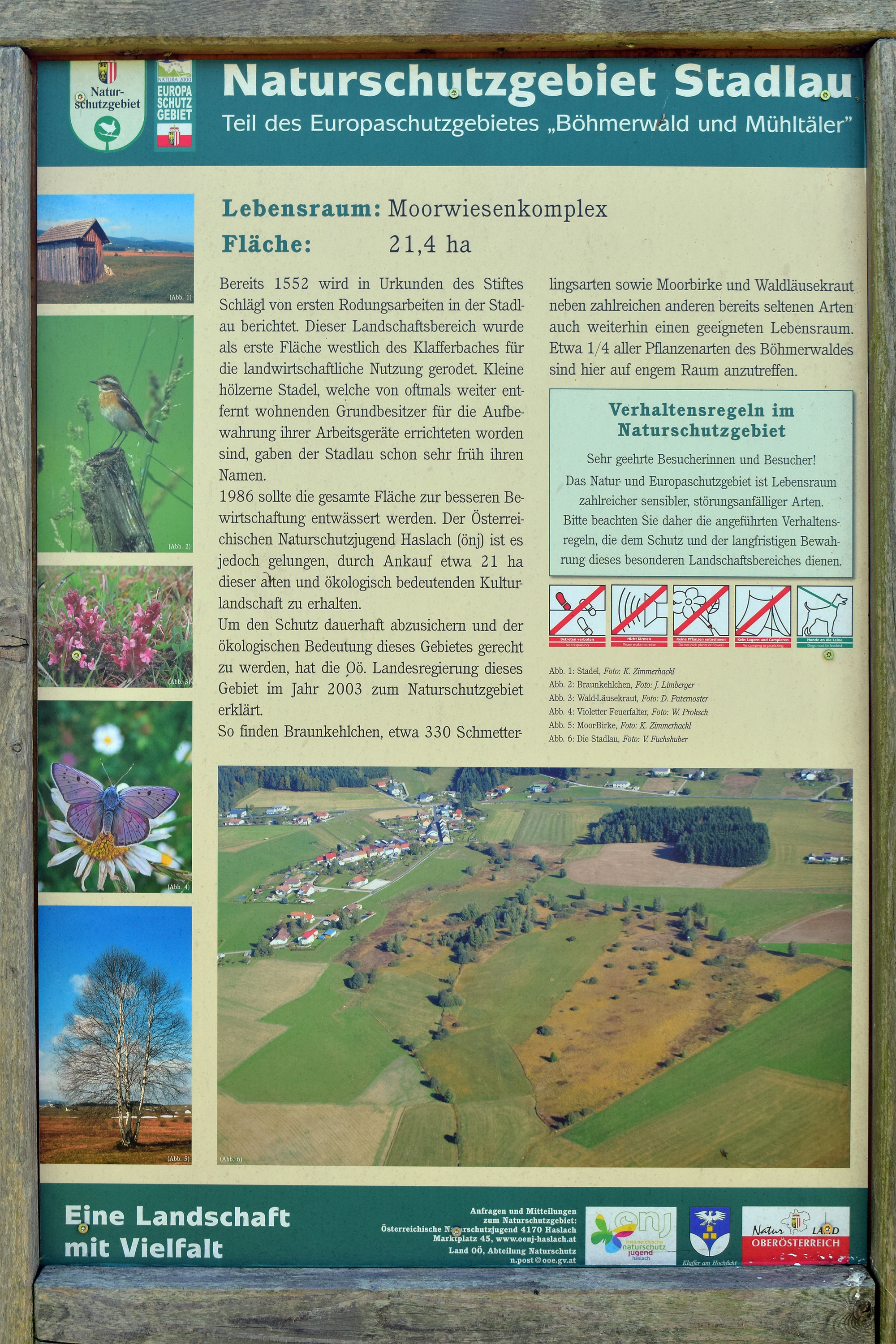
Infotafel zum Naturschutzgebiet Stadlau

Die Stadlau, auch Panidorfer Wiesen, ist ein Naturschutzgebiet in der Gemeinde Klaffer am Hochficht in Oberösterreich.

## Lage und Charakteristik
Die Stadlau befindet sich im Tal der Großen Mühl. Die umliegenden Ortschaften sind Panidorf im Norden, Schönberg im Nordosten, Vorderanger im Südosten und Hinteranger im Westen.
Das Naturschutzgebiet Stadlau erstreckt sich über eine Fläche von 21,363 Hektar. Es ist Teil des 9350 Hektar großen Europaschutzgebiets Böhmerwald-Mühltäler (AT3121000). Die Stadlau ist neben der Torfau das letzte große Feuchtwiesenareal im Mühlviertel. Der Peternbach und ein weiterer, namenloser Zufluss des Maurerbachs fließen durch das Gebiet. An deren Rändern entwickelten sich Pfeifengraswiesen und Bürstlingsrasen.

## Geschichte
Das Gebiet wurde ab 1552 als erstes in dieser Gegend gerodet. Der Name Stadlau war bereits im 17. Jahrhundert in Gebrauch. Er rührt von den zahlreichen Stadeln her, in denen Heu und Arbeitsgeräte aufbewahrt und von denen die letzten Ende des 20. Jahrhunderts abgerissen wurden. Die Stadlau sollte 1986 entwässert und die Feuchtwiesen dadurch zerstört werden. Stattdessen erwarb die Österreichische Naturschutzjugend das Areal als „Öko-Insel“. Seit 6. Februar 1995 ist die Stadlau als Naturschutzgebiet ausgewiesen.

## Pflanzen und Tiere
In den feuchteren Teilen der Stadlau sind die fleischfressende Pflanzengattung Sonnentau (Drosera) sowie die Pflanzenarten Breitblättriges Knabenkraut (Dactylorhiza majalis), Fieberklee (Menyanthes trifoliata), Europäischer Siebenstern (Trientalis europaea) und Kriech-Weide (Salix repens) zu finden.
Die trockeneren Teile werden vom Bürstling (Nardus stricta) beherrscht. Hier wachsen ferner unter anderen Wollgräser (Eriophorum), die Flatter-Binse (Juncus effusus) und die Blutwurz (Potentilla erecta). Im nördlichen Abschnitt des Wiesenkomplexes befinden sich mehrere Einzelbüsche.
Die Stadlau ist für mehrere Vogelarten als Brut- und Rastplatz von europäischer Bedeutung. Sie gehört zur 22.302 Hektar großen Important Bird Area Böhmerwald und Mühltal. Zu den in der Stadlau dokumentierten Vogelarten zählen der Wiesenpieper (Anthus pratensis), die Wachtel (Coturnix coturnix), der Wachtelkönig (Crex crex), die Rohrammer (Emberiza schoeniclus), die Bekassine (Gallinago gallinago), der Neuntöter (Lanius collurio), der Feldschwirl (Locustella naevia), das Braunkehlchen (Saxicola rubetra) und das Schwarzkehlchen (Saxicola rubicola).
Im Naturschutzgebiet gibt es Vorkommen von Schlingnattern (Coronella austriaca), Ringelnattern (Natrix natrix), Kreuzottern (Vipera berus) und Bergeidechsen (Zootoca vivipara). Es wurden 248 Nachtfalter- und 40 Tagfalter-Arten nachgewiesen. Davon stehen 17 Nachtfalter und ein Tagfalter auf der österreichischen Roten Liste gefährdeter Arten.

## Nutzung
Etwa ein Drittel der Stadlau wird extensiv landwirtschaftlich genutzt. Dabei handelt es sich um vergleichsweise trockene Flächen, die gemäht werden. Dies ist für die Bauern mit hohem Zeit- und Geldaufwand verbunden. Zwei Langlaufloipen, die 9 km lange mittelschwere Panoramaloipe Klaffer und die 6,3 km lange schwierige Verbindungsloipe Schwarzenberg – Klaffer, verlaufen zum Teil durch das Naturschutzgebiet.